# Nemesia lucida
Nemesia lucida är en flenörtsväxtart som beskrevs av George Bentham. Nemesia lucida ingår i släktet nemesior, och familjen flenörtsväxter. Inga underarter finns listade i Catalogue of Life.